# Biatlo nos Jogos Olímpicos de Inverno de 1988
O biatlo nos Jogos Olímpicos de Inverno de 1988 consistiu de três eventos, realizados em Calgary, no Canadá.

## Medalhistas
| Evento                        | Ouro                                                                                    | Prata                                                                       | Bronze                                                                   |
| ----------------------------- | --------------------------------------------------------------------------------------- | --------------------------------------------------------------------------- | ------------------------------------------------------------------------ |
| Velocidade 10 km detalhes     | Frank-Peter Roetsch GDR Alemanha Oriental                                               | Valeriy Medvedtsev URS União Soviética                                      | Sergey Chepikov URS União Soviética                                      |
| Individual 20 km detalhes     | Frank-Peter Roetsch GDR Alemanha Oriental                                               | Valeriy Medvedtsev URS União Soviética                                      | Johann Passler ITA Itália                                                |
| Revezamento 4x7,5 km detalhes | Dmitri Vassiliev Sergey Chepikov Alexander Popov Valeriy Medvedtsev URS União Soviética | Ernst Reiter Stefan Höck Peter Angerer Fritz Fischer FRG Alemanha Ocidental | Werner Kiem Gottlieb Taschler Johann Passler Andreas Zingerle ITA Itália |

## Quadro de medalhas
| Ordem | País                   | Medalha de ouro | Medalha de prata | Medalha de bronze |   |
| ----- | ---------------------- | --------------- | ---------------- | ----------------- | - |
| 1     | GDR Alemanha Oriental  | 2               |                  |                   | 2 |
| 2     | URS União Soviética    | 1               | 2                | 1                 | 4 |
| 3     | FRG Alemanha Ocidental |                 | 1                |                   | 1 |
| 4     | ITA Itália             |                 |                  | 2                 | 2 |
| TOTAL | TOTAL                  | 3               | 3                | 3                 | 9 |